# Pietro Teulié
Pietro (Pierre) Teulié (ur. 3 lutego 1763 w Mediolanie, zm. ok. 20 czerwca 1807 w Stramnicy koło Kołobrzegu) – włoski generał na służbie Francji, w okresie od Rewolucji po wojny napoleońskie, minister wojny Republiki Włoskiej.

## Życiorys
P. Teulié był prawnikiem w Mediolanie i zwolennikiem rewolucji francuskiej. Po inwazji w 1796 republikańskiej armii francuskiej generała Bonaparte na Półwysep Apeniński, wstąpił do Legii Lombardii w Republice Cisalpińskiej. Współorganizował Gwardię Narodową w Armii Włoch. Działał w walkach powstańczych przeciwko Austriakom w północnych Włoszech i Republice Weneckiej. Po bohaterskim wyróżnieniu się w bitwie pod Marengo (14 czerwca 1800) został ministrem wojny w Republice Włoskiej. W 1802 w Mediolanie zorganizował wojsko i żandarmerię, założył nowy szpital, dom inwalidów i sierot wojennych oraz wojskowe gimnazjum, które, nosząc jego imię, istnieje do dziś. W 1804 w wyniku intryg jego wrogów, został odwołany i aresztowany.
Uniewinniony i zrehabilitowany przez Bonapartego otrzymał nominację na generała brygady. W Bolonii, na naradzie sztabu generalnego został przeznaczony docelowo do inwazji na Anglię i jeszcze w październiku 1806 zameldował się w Hanowerze. Zimą tego roku zostaje odkomenderowany do Szczecina. W lutym 1807 dowodził oblężeniem Kołobrzegu, jednak 25 marca 1807 głównodowodzącym został generał Loison. 15 czerwca 1807 w walce o Fort Wilczy został ciężko ranny i kilka dni później – dokładna data jest dziś trudna do ustalenia (przyjęto 20 czerwca 1807) – zmarł w swojej kwaterze, w Stramnicy, 6 km na południowy wschód od Kołobrzegu.